# Суперкубок Израиля по футболу 2016
Суперкубок Израиля по футболу 2016 года — 28-й розыгрыш Суперкубка Израиля, в котором встретились чемпион страны «Хапоэль (Беэр-Шева)» и обладатель Кубка Израиля 2015/16 «Маккаби (Хайфа)». Проводился один матч в Нетании 11 августа, который закончился со счётом 4:2 в пользу чемпиона Израиля.
Таким образом, команда из Беэр-Шевы спустя 41 год повторила успех, завоевав чемпионство и Суперкубок. Интересно, что команда из Беэр-Шевы не могла обыграть соперника из Хайфы в текущем сезоне: 3 ничьих и 2 поражения, включая поражение в полуфинале Кубка Израиля.